# Avenue de Flandre
Pour les articles homonymes, voir Rue de Flandre.

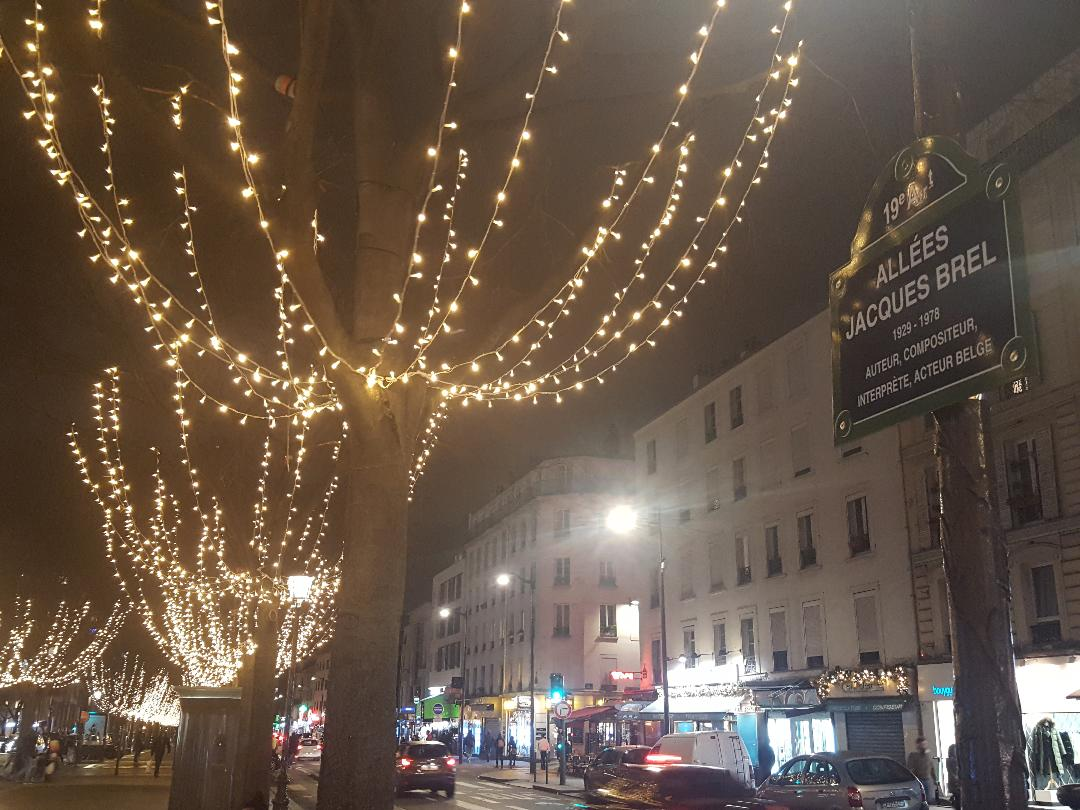
Section de l'avenue nommée "allées Jacques Brel" illuminée - Noël 2019

L’avenue de Flandre (auparavant « rue de Flandre ») est une des principales artères du 19e arrondissement de Paris, longue de 1 500 m.

## Situation et accès
Elle relie la place de la Bataille-de-Stalingrad à l’avenue Corentin-Cariou et permet l'accès au périphérique parisien par la porte de la Villette.
La circulation est organisée autour d'un parterre central bordé d'arbres.
Avant 2019, l'avenue est composée, dans chaque sens, de 2 files de circulation (dont une file réservée aux transports en commun et vélos sur une partie de l'avenue seulement) bordées de 2 files de stationnement (une de chaque côté).
Depuis 2019, une piste cyclable est créée dans chaque sens à la place du stationnement côté terre-plein central.
L'avenue est bordée sur l'essentiel de sa longueur de divers commerces, pratiquement tous les services étant disponibles : alimentation générale, cafés, restauration (rapide, traditionnelle et étrangère), grande distribution (traditionnelle et hard-discount), bricolage, services bancaires, pharmacies, vente et réparation d'automobiles, vélos et cyclomoteurs, optique, librairies, téléphonie, bibliothèques, agences immobilières, etc.
Plusieurs stations du métro de Paris jalonnent l'avenue :
- Corentin Cariou (ligne 7) ;
- Crimée (ligne 7) ;
- Riquet (ligne 7) ;
- Stalingrad (lignes 2, 5 et 7).

### Voies croisées

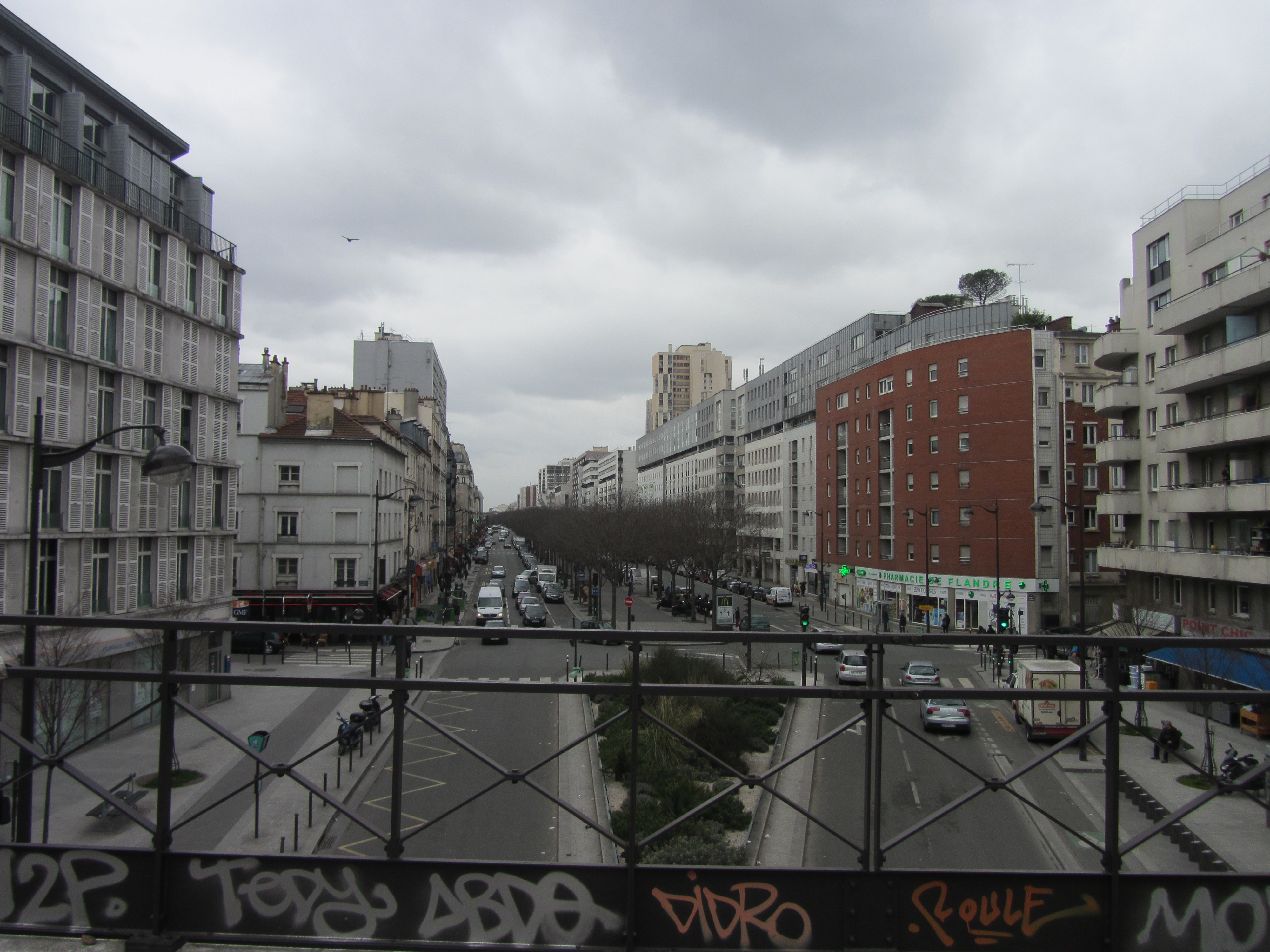
Fin de l'avenue, depuis le pont de la Petite Ceinture.

- Rue du Faubourg-Saint-Martin
- Boulevard de la Villette
- Rue de Kabylie
- Quai de la Seine
- Rue du Maroc
- Rue de Soissons
- Passage de Flandre
- Rue de Rouen
- Rue Riquet
- Impasse des Anglais
- Rue Duvergier
- Rue Mathis
- Rue de Crimée
- Rue de Joinville
- Impasse de Joinville
- Rue de l'Ourcq
- Rue de Nantes
- Rue de l'Argonne
- Rue Alphonse-Karr

## Origine du nom
Elle porte ce nom car cette voie était le commencement de la route nationale no 2, également appelée « route de Flandre ».

## Historique

### La rue de Flandre
Située dans le prolongement de la rue Saint-Jacques et de la rue Saint-Martin, elle correspond à une partie de la voie romaine qui reliait Lutèce à la Flandre. C'est ensuite un élément des chemins de Compostelle (lien entre la via Gallia Belgica et la via Turonensis). À partir de 1811, c'est un tronçon de la route impériale no 2, puis de la route nationale 2 (vers Amsterdam par Soissons, Maubeuge et Mons en Belgique).
Au cours des siècles, l'actuelle avenue de Flandre s'est appelée : « chemin de Senlis », « chemin de Louvres », « chaussée de la Villette », « chemin du Bourget », « route de Compiègne et de Flandre », « chemin pavé de la Villette ».
C'était l'axe central du village de La Villette. Sur le cadastre napoléonien, elle est nommée « grande rue de la Villette », comme sur le plan d'Edme Verniquet dessiné en 1789. L'église paroissiale se trouvait à l'angle avec l'actuelle rue de Nantes avant la construction de l'actuelle église Saint-Jacques-Saint-Christophe de la Villette.
Après le rattachement de l'ancienne commune de La Villette à Paris par la loi du 16 juin 1859, la rue de Flandre est officiellement incorporée à la voirie parisienne en 1863.
Pendant la Commune de Paris, la rue est bloquée par une barricade.
Un arrêté préfectoral du 24 juin 1907 a nommé « avenue du Pont-de-Flandre » la partie de la rue de Flandre comprise entre le boulevard Macdonald et le pont du chemin de fer de la ligne de Petite Ceinture. Un arrêté du 18 décembre 1944 a donné à cette partie le nom d'« avenue Corentin-Cariou ».
En 1910, la ligne 7 du métro de Paris est construite sous la rue.
Le 11 mars 1918, durant la première Guerre mondiale, le no 59 « rue de Flandre » est touché lors d'un raid effectué par des avions allemands.

Le 23 mars 1918, durant la première Guerre mondiale, un obus lancé par la Grosse Bertha explose au no 13 « rue de Flandre ». Le 25 avril 1918 un autre obus éclate au no 13 dans la raffinerie Sommier.

### L'avenue de Flandre
En septembre 1986, la Ville de Paris approuve le dossier de création de la zone d'aménagement concerté (ZAC) Flandre-Sud, puis le dossier de réalisation en janvier 1987. Un ensemble de vieux immeubles vétustes côté impair est rasé et la largeur de la rue passe à 50 mètres. À la suite de cette opération, la rue de Flandre est devenue l'avenue de Flandre en 1994.
Depuis 2019, le terre-plein se nomme allées Jacques-Brel en hommage à l'artiste belge Jacques Brel.

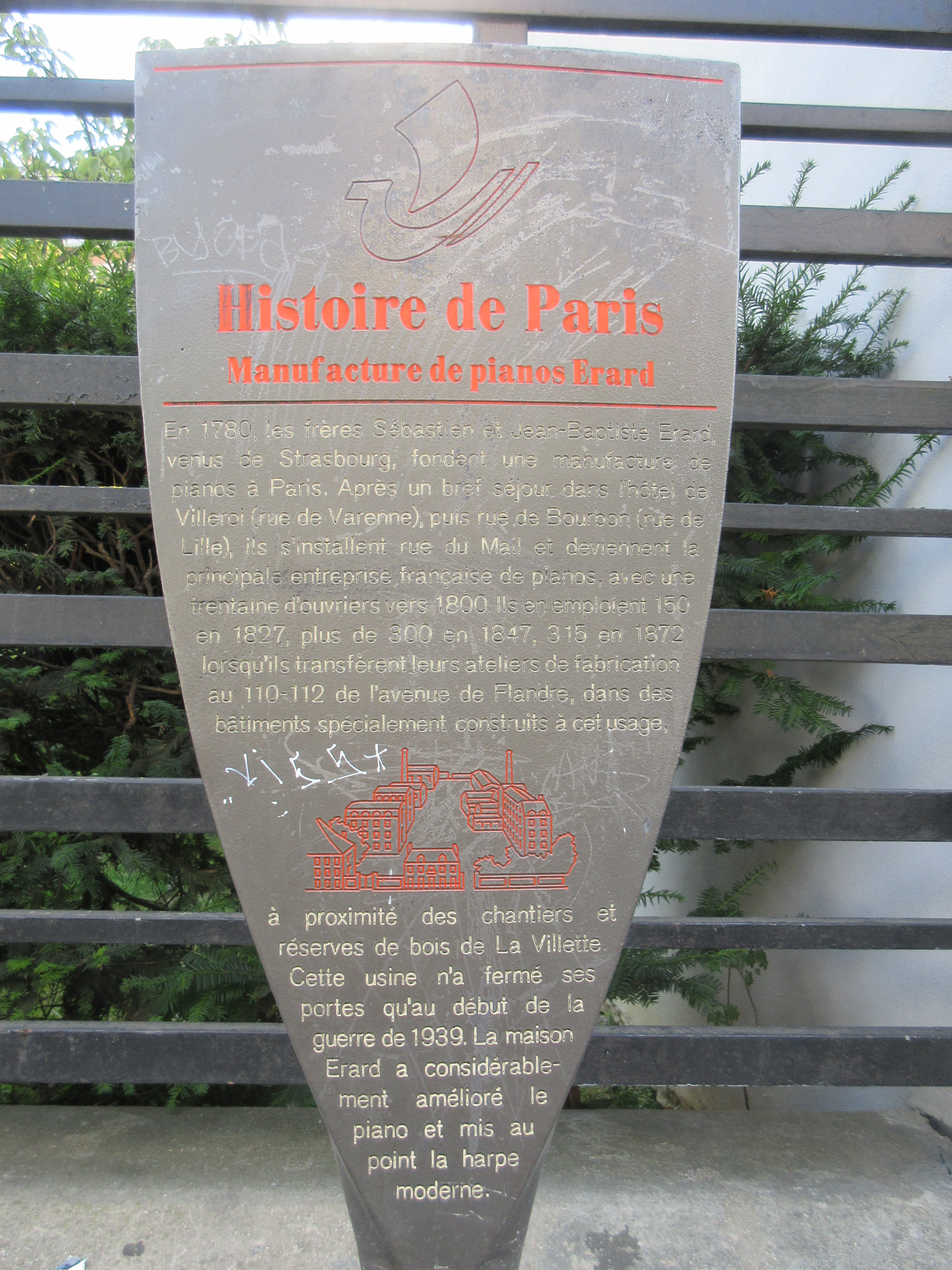
Panneau Histoire de Paris « Manufacture de pianos Érard »
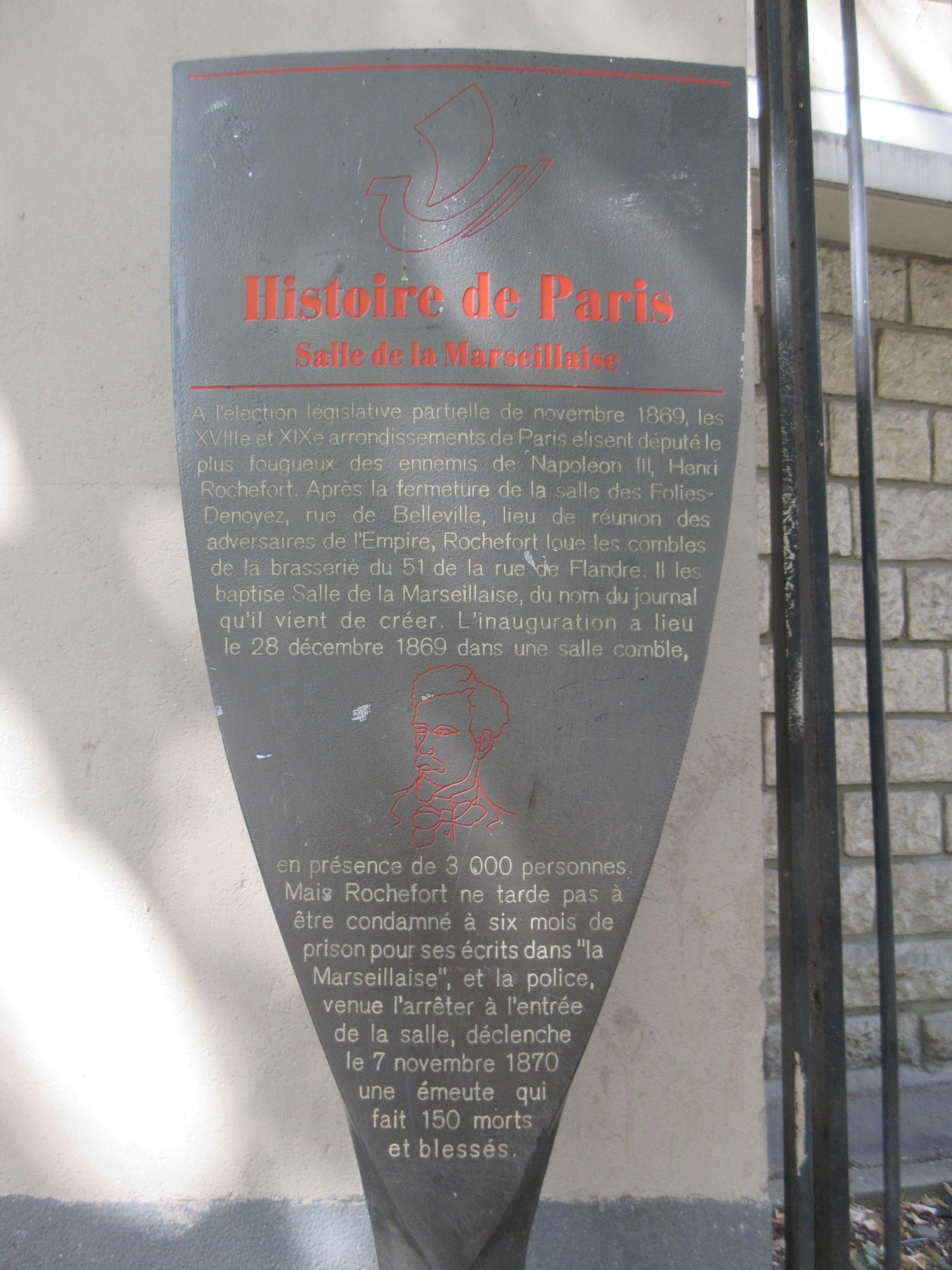
Panneau Histoire de Paris « Salle de la Marseillaise »
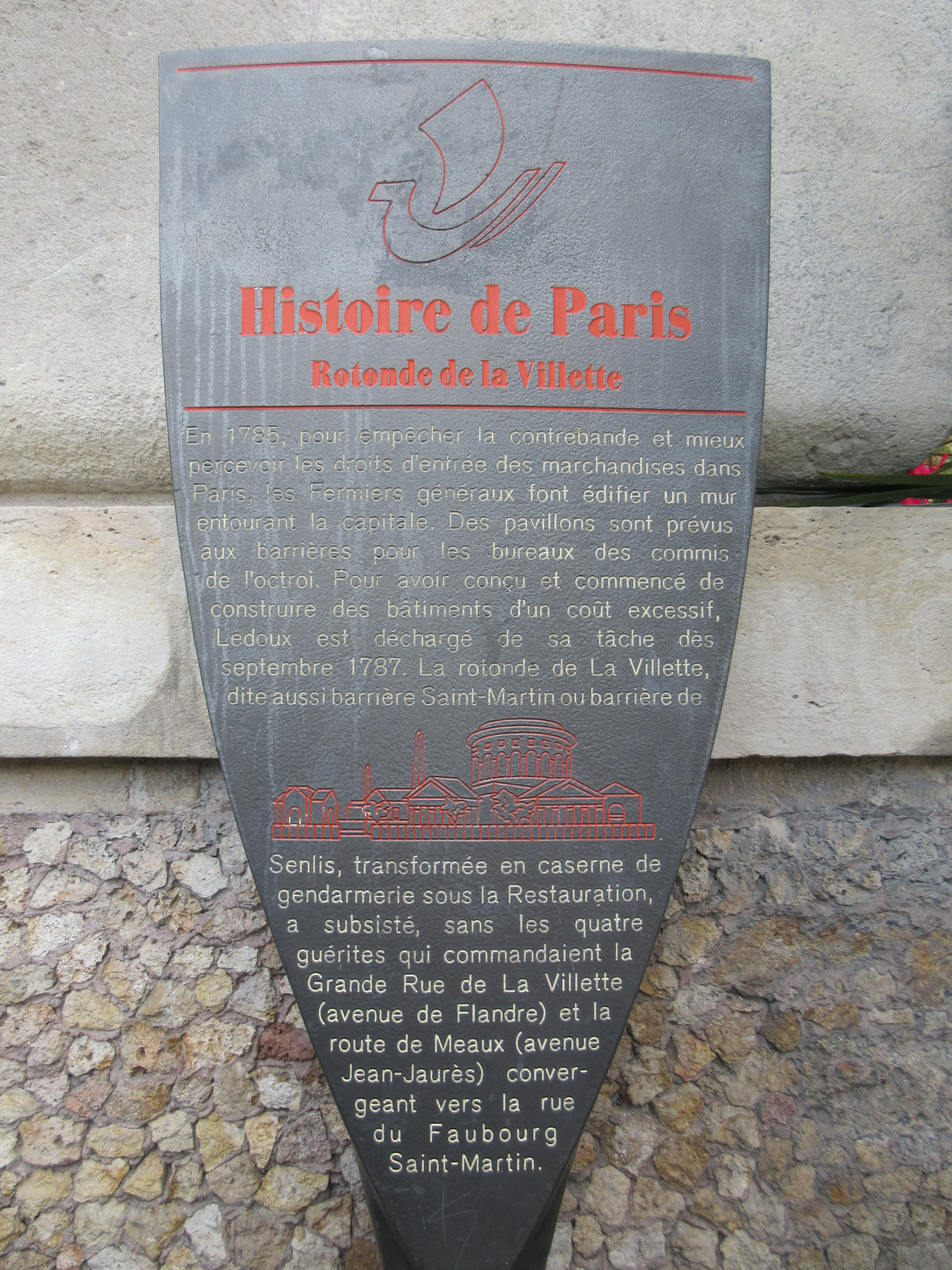
Panneau Histoire de Paris « Rotonde de la Villette ».
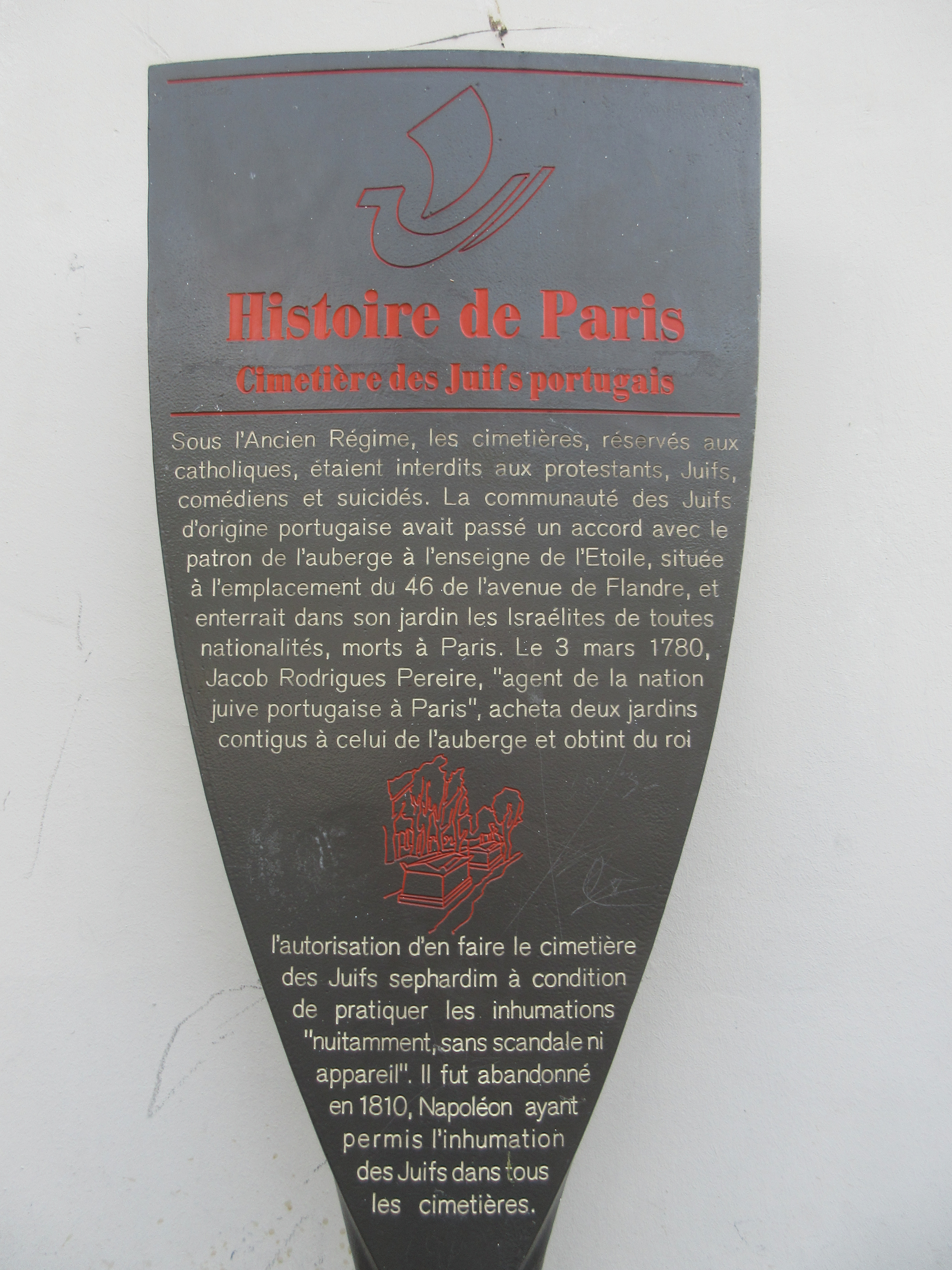
Panneau Histoire de Paris « Cimetière des Juifs portugais »
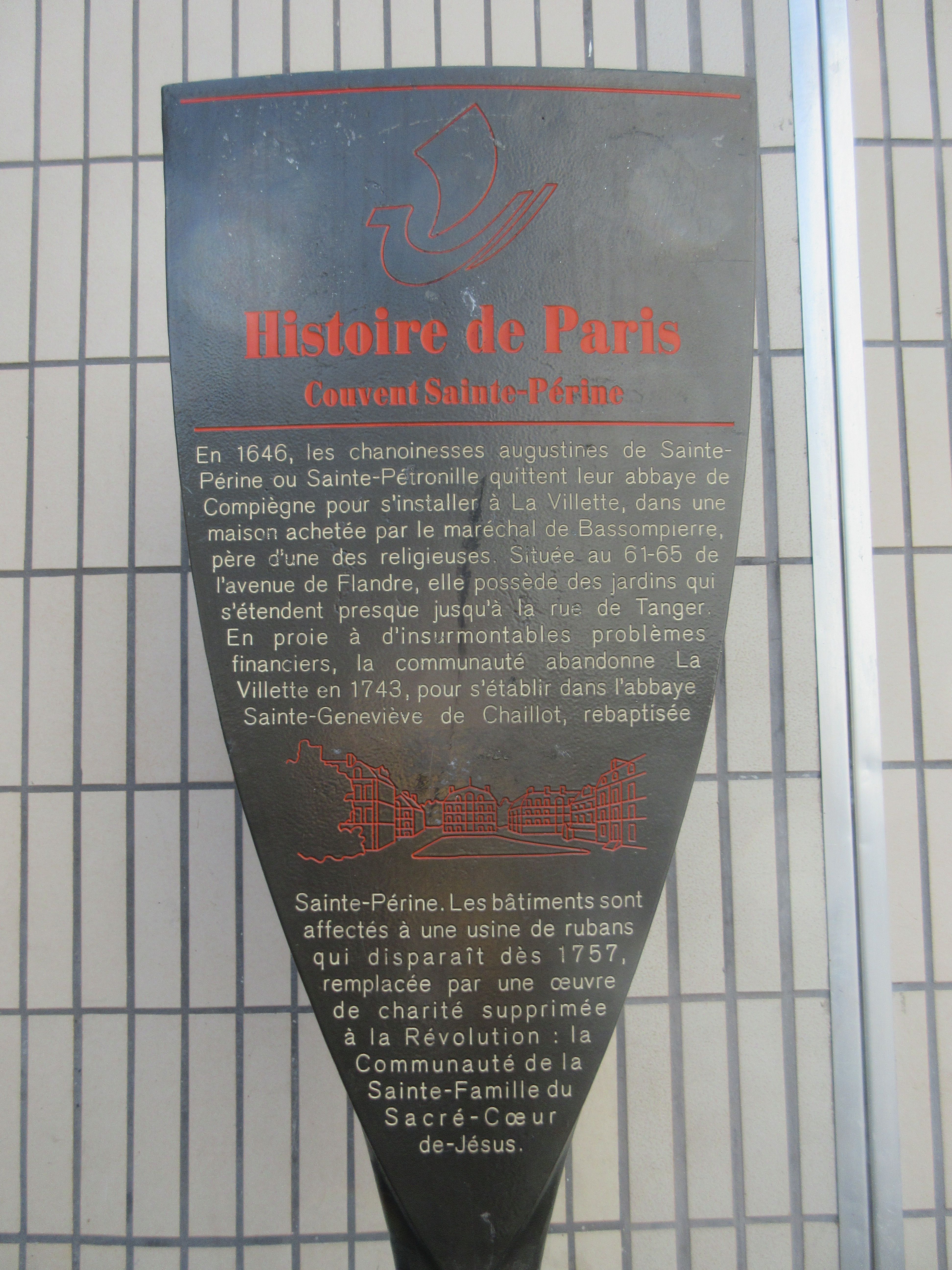
Panneau Histoire de Paris « Couvent Sainte-Périne »
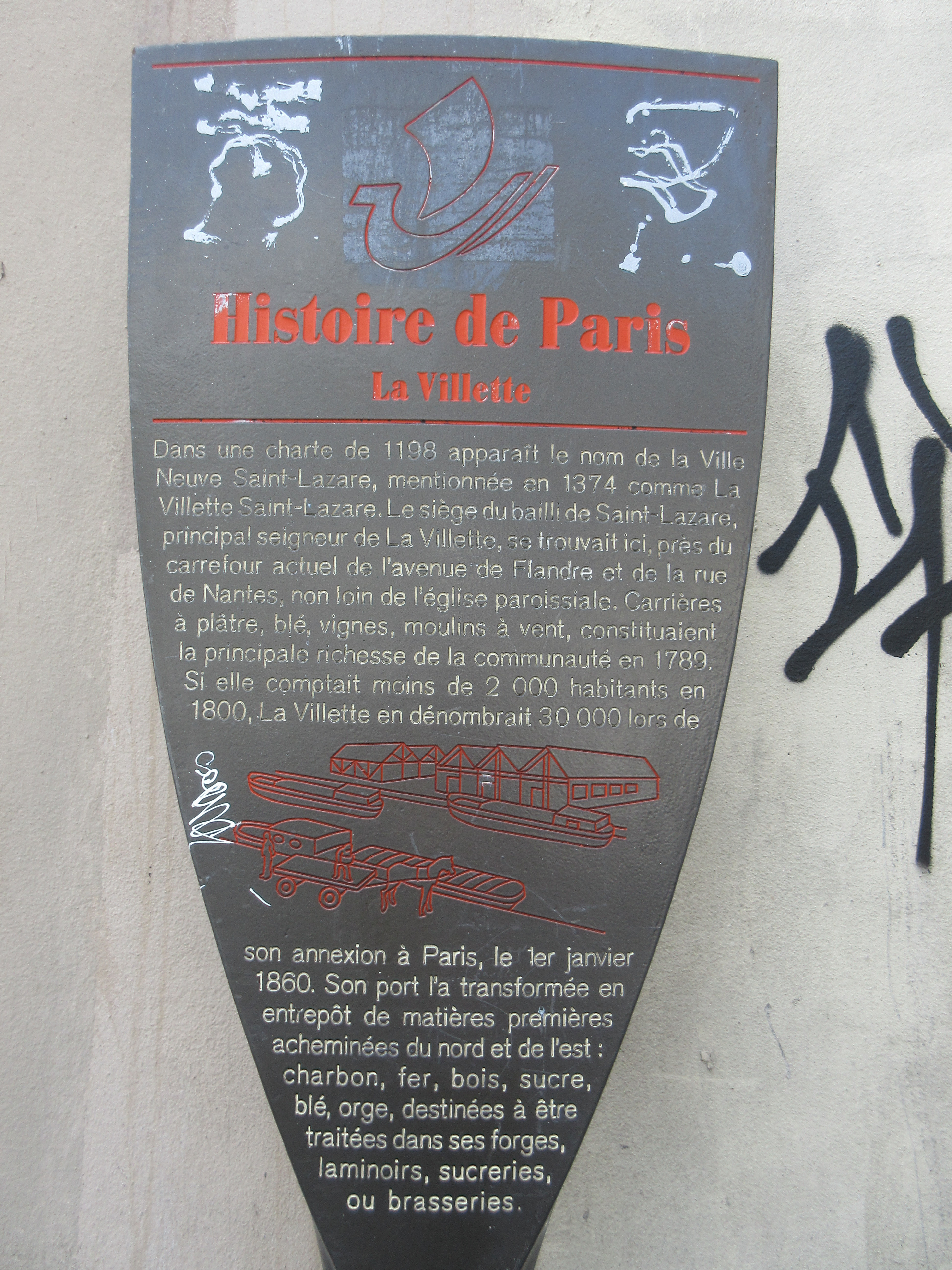
Panneau Histoire de Paris « La Villette »
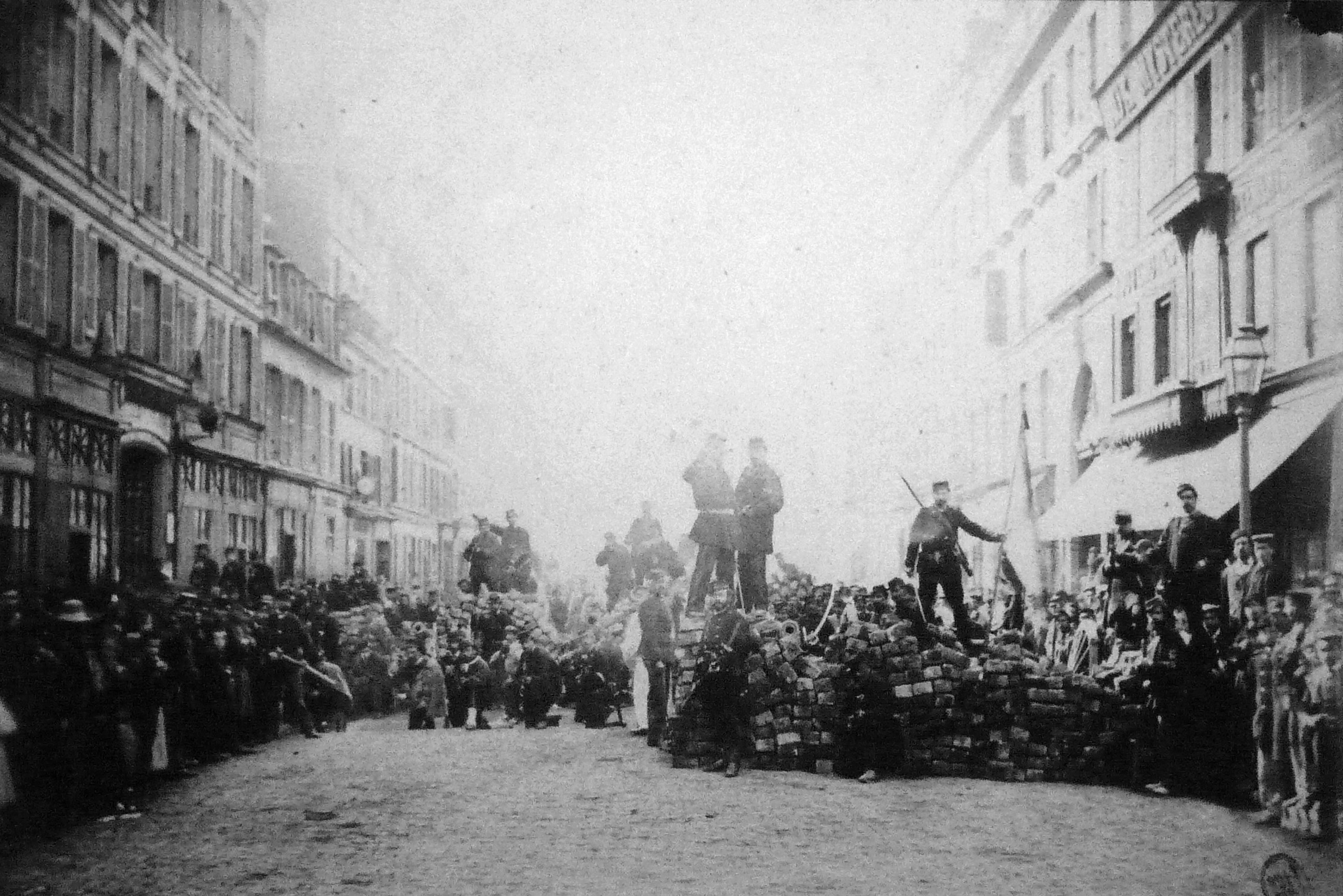
Barricade de la Commune de Paris.

## Bâtiments remarquables et lieux de mémoire
- No 25 : emplacement, au début du XIXe siècle, de la mairie de La Villette[7].
- Nos 27-29 : en 1886, a été construit, à cet emplacement, le « théâtre de la Villette ». Il est appelé « Les Folies-Parisiennes » quand il devint une salle de concert et de music-hall[8].
- No 28 : siège du groupe Vivarte.
- No 41 : œuvre de l'artiste Banksy sur la façade d'un bâtiment.
- No 44 : cimetière des Juifs portugais  Inscrit MH (1966).
- No 51 : Emplacement de la salle de « La Marseillaise » qui pouvait contenir 2 à 3 000 personnes. Créé en décembre 1869, cette salle qui a accueilli une douzaine de réunion politique était la plus célèbre de toutes les salles des faubourgs de Paris en raison de l'élection de Rochefort en tant que député de la Seine et le lancement du journal socialiste « La Marseillaise »[9].
- No 60 : statue en pied de saint Laurent avec une palme dans les bras, revers plat fixée sur la façade de l'immeuble. Le peintre André Minaux y résida[10].
- Nos 61-65 : emplacement du couvent Sainte-Périne, propriété de la Famille Cottin (La Chapelle) [11]. Les sœurs Augustines fondirent le couvent en 1647 et le fusionnèrent avec le couvent de Sainte-Geneviève de Chaillot en 1742. Les bâtiments furent vendus en 1748 au profit d’une manufacture de rubans. En 1757, une institution religieuse s’y installa. Elle disparut à la Révolution[12].
- Nos 67-107 : les Orgues de Flandre.
  - No 67 : emplacement approximatif du moulin à vent « Fannet », appelé aussi « moulin de La Croix Mouton ». Il est, peut-être, confondu avec le « moulin Brice » ou « moulin Saint-Brice »[13],[14].
- No 101 : sur le trottoir, emplacement du kiosque à journaux dans lequel travaillait l’écrivain Jean Rouaud. Il évoque plusieurs fois ce passé dans le cycle La vie poétique [15].
- No 110 : façade Art déco de l'ancien cinéma Le Crimée, aujourd'hui siège de la Caisse nationale d'assurance vieillesse (CNAV).
- No 114 : ancienne boulangerie-pâtisserie datant du début du XXe siècle et décorée par l'atelier Benoist et Filset dont une partie du décor (toiles peintes fixées sous verre) a été récupérée par l'agence immobilière qui occupe l'édifice construit à cette adresse.  Inscrit MH (1984).
- No 132 : emplacement de l’ancienne église Saint-Jacques-Saint-Christophe de la Villette[16].
- No 144 : École nationale supérieure d'architecture de Paris-La Villette.
- No 152 : immeuble de la seconde partie du XVIIIe siècle  Inscrit MH (1982).  La façade est ornée de deux bas-reliefs : la « peinture » et l’ « architecture ». Il s’agit de l’entrée de l’ancien château de la Villette, dit « château de Roquelaure ». Celui-ci était situé au fond de la cour. C’est en ce lieu que moururent Gaston-Jean-Baptiste de Roquelaure (†1683) et Antoine-Gaston de Roquelaure (†1738)[17].
- Les allées Jacques-Brel.

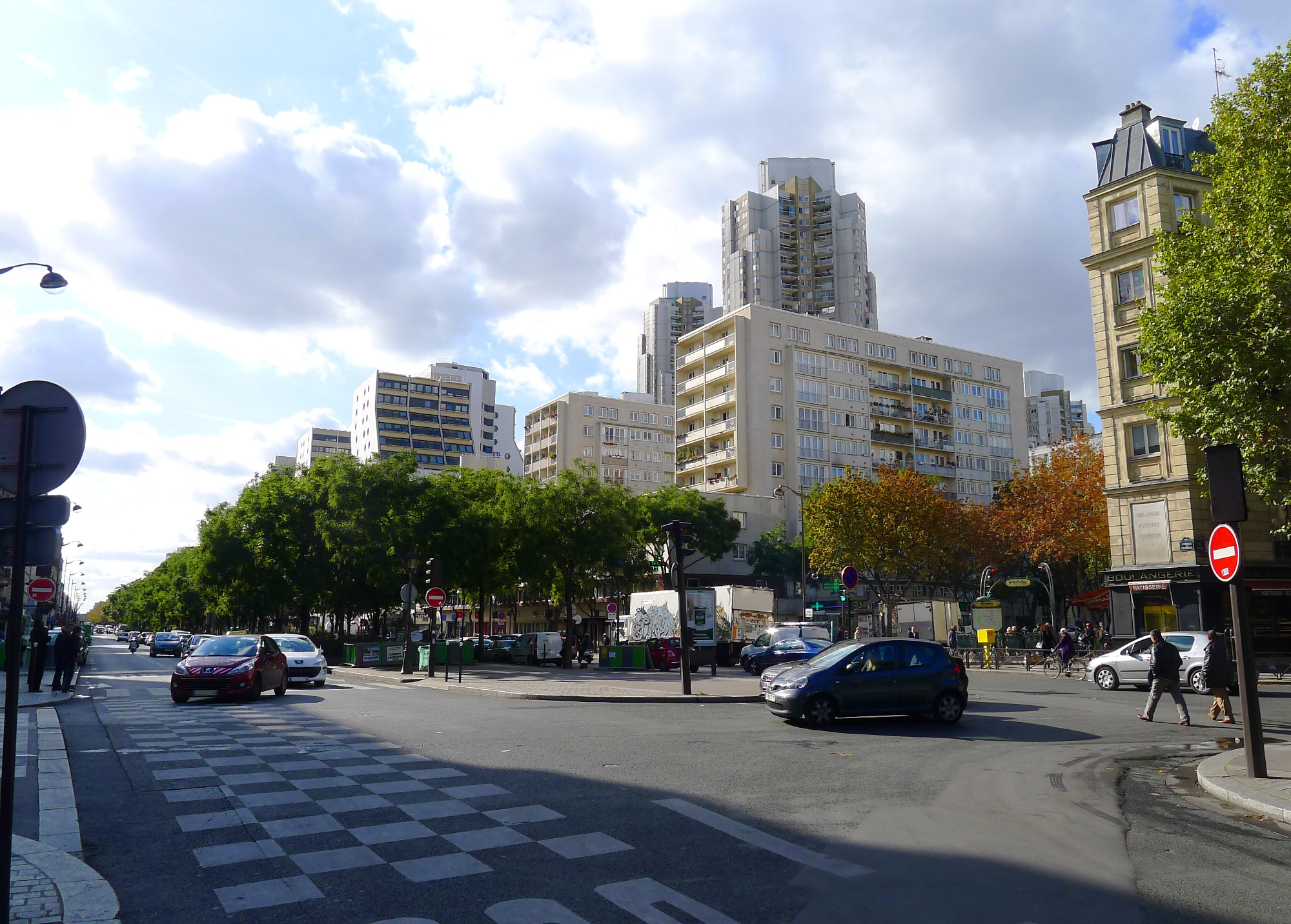
Avenue de Flandre à hauteur de la station de métro Crimée.
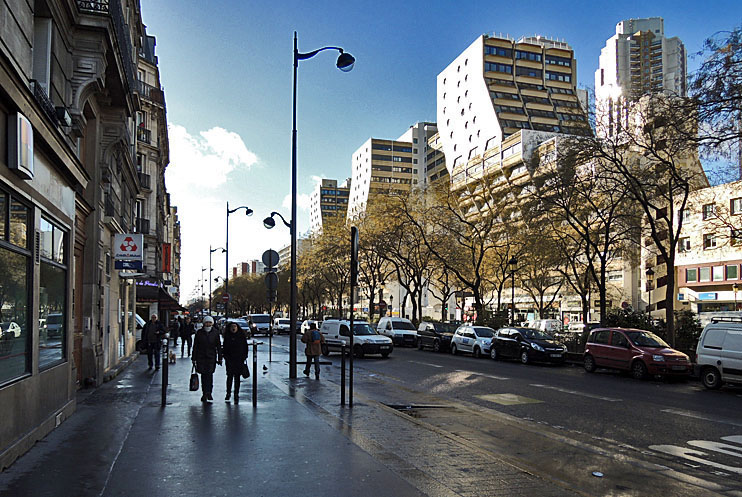
Orgues de Flandre - Paris - Martin Schulz van Treeck, Photo Maxim Pouska.